# Cryptocephalus gamma
Cryptocephalus gamma es una especie de insecto coleóptero de la familia Chrysomelidae.
Fue descrita científicamente en 1829 por Herrich-Schaeffer.